# برج تجاری الدورادو
برج تجاری الدورادو (به پرتغالی: Eldorado Business Tower) چهل و پنجمین آسمان خراش از نظر بلندی در آمریکای جنوبی و هفدهمین برج بلند کشور برزیل واقع در شهر سائو پائولو است. این برج ۱۴۱ متر ارتفاع، ۳۶ طبقه اداری و ۴ طبقه پارکینگ دارد و در سال ۲۰۰۷ تکمیل و از ۲۵ اکتبر ۲۰۰۷ راه اندازی شد.